# William Morrow
William Morrow (16 novembre 1851 – 22 gennaio 1922) è stato un calciatore nordirlandese, di ruolo centrocampista.